# Bo Ohlsson i Tomelilla
Bo Ohlsson i Tomelilla Aktiebolag är ett svenskt detaljhandelsföretag grundat 1947 och som driver ett lågprisvaruhus i Tomelilla, Skåne.

## Historia
Bror Ohlsson grundade bolaget 1947. Det var till en början ett gjuteri som bland annat tillverkade trappor. Sonen Bo Ohlsson övertog bolaget efter faderns död 1958. Bolaget bytte fram till och med 1970-talet lokaler vid ett par tillfällen, och kom då även att inleda en lågprissatsning på olika varor.

## Varuhuset
Det rikskända varuhuset i Tomelilla hade 2012 en butiksyta om 10 000 kvadratmeter, 60 000 varuartiklar och en miljon besökare per år. Redan 2014 var antalet besökare en och en halv miljon.
Varuhuset har jämförts med varuhuset Gekås i Ullared, och kallats för ”Skånes Ullared” av branschpressen.